# 11-11-11
11-11-11  es una película de terror sobrenatural de 2011 escrita y dirigida por Darren Lynn Bousman. La película está ambientada a las 11:11 horas del día 11  de noviembre (undécimo mes del año) y se refiere a una entidad de otro mundo que ingresa al reino terrenal a través de la puerta 11 del Cielo. La película se estrenó en 17 cines a nivel nacional el 11 de noviembre de 2011. Fue distribuida por Epic Pictures Group en Norteamérica, aunque la mayoría de sus ingresos se generaron a partir de proyecciones en el extranjero.

## Sinopsis
Un escritor llamado Joseph Crone (Timothy Gibs) ha sufrido la desgracia de perder a su mujer e hijo en un incendio.  Tras este terrible suceso, Joseph tiene terribles pesadillas, asiste a terapia y ha perdido la fe en Dios. Sin embargo, su padre, que habría sido en su momento sacerdote, está muriendo. Su hermano Samuel Crone (Michael Landes) le llama para que pase unos días junto a su padre y aprovechar para pasar unos días juntos y rescatar el tiempo perdido. Joseph viaja hasta España, pero allí sucederán fenómenos inexplicables relacionados al 11/11.

## Reparto
| Actor                | Personaje                  |
| -------------------- | -------------------------- |
| Timothy Gibbs        | Joseph Crone               |
| Michael Landes       | Samuel Crone               |
| Wendy Glenn          | Sadie                      |
| Benjamin Cook        | Cole                       |
| Lolo Herrero         | Propietario de la librería |
| Salomé Jiménez       | Sarah                      |
| Brendan Price        | Grant                      |
| Denis Rafter         | Richard Crone              |
| Ángela Rosal         | Anna                       |
| Lluís Soler          | Javier Cavello             |
| José Bertolero       | Demonio                    |
| Oscar Valsecchi      | Demonio                    |
| José Antonio Marín   | Demonio                    |
| Luis Alba            | Demonio                    |
| Jesús Cuenca         | Demonio                    |
| Montserrat Alcoverro | Celia                      |
| Marvin Wicoff        | Médico                     |

## Equipo
| Equipo                 | Nombre                          |
| ---------------------- | ------------------------------- |
| Productor ejecutivo    | Shaked Berenson y Laura Housman |
| Productor              | Mamen Boué y Loris Curci        |
| Música                 | Joseph Bishara                  |
| Música adicional       | Javier Bayon                    |
| Director de Fotografía | Joseph White                    |
| Montaje                | Martin Hunter y Jeremy Kasten   |
| Dirección artística    | Pere Carreras                   |
| Vestuario              | Toni Martín                     |